# Нельсон (Нова Зеландія)
Нельсон (англ. Nelson, маор. Whakatū) — місто і однорівневий регіон найменший за територією у Новій Зеландії.
Місто є економічним і культурним центром регіону Нельсон. Засноване у 1841 році, місто є другим найстарішим містом у Новій Зеландії та найстарішим на Південному острові (Нельсон був проголошений містом згідно Королівської хартії у 1858 році).

## Географія
Розташований на півночі Південного острову на південно-східному березі затоки Тасман. Коло міста знаходиться географічний центр Нової Зеландії.

### Клімат
Нельсон має помірний океанічний клімат з прохолодною зимою і теплим літом. Опади рівномірно розподілені протягом року. Бурі і шторми більш поширені зимою. Нельсон заробив прізвисько «Сонячний Нельсон» через середньорічні 2400 годин сонячного сяйва. Найвища зареєстрована температура в Нельсоні 36,3 °C, найнижча −6.6°С.
Найтепліший місяць — січень із середньою температурою 17.8 °C (64 °F). Найхолодніший місяць — липень, із середньою температурою 7.2 °С (45 °F).
| Клімат Нельсона                                 | Клімат Нельсона | Клімат Нельсона | Клімат Нельсона | Клімат Нельсона | Клімат Нельсона | Клімат Нельсона | Клімат Нельсона | Клімат Нельсона | Клімат Нельсона | Клімат Нельсона | Клімат Нельсона | Клімат Нельсона | Клімат Нельсона |
| Показник                                        | Січ.            | Лют.            | Бер.            | Квіт.           | Трав.           | Черв.           | Лип.            | Серп.           | Вер.            | Жовт.           | Лист.           | Груд.           | Рік             |
| Абсолютний максимум, °C                         | 33              | 32              | 27              | 26              | 21              | 20              | 17              | 21              | 23              | 25              | 27              | 31              | 33              |
| Середній максимум, °C                           | 23              | 22              | 21              | 18              | 15              | 13              | 12              | 13              | 17              | 17              | 20              | 21              | 18              |
| Середня температура, °C                         | 17              | 17              | 15              | 13              | 10              | 8               | 7               | 8               | 11              | 11              | 14              | 16              | 12              |
| Середній мінімум, °C                            | 12              | 12              | 10              | 8               | 5               | 3               | 2               | 3               | 5               | 6               | 8               | 11              | 7               |
| Абсолютний мінімум, °C                          | 2               | 2               | 1               | 0               | −2              | −3              | −3              | −3              | −3              | 0               | 1               | 1               | −3              |
| Середня кількість сонячних годин на місяць      | 267,5           | 231,4           | 230,4           | 196,2           | 175,7           | 143,3           | 159,0           | 182,2           | 189,3           | 221,4           | 234,9           | 241,1           | 2472,4          |
| Норма опадів, мм                                | 70              | 70              | 70              | 70              | 80              | 80              | 80              | 80              | 80              | 80              | 70              | 70              | 960             |
| Днів з дощем                                    | 7               | 7               | 10              | 10              | 10              | 9               | 9               | 8               | 9               | 9               | 8               | 7               | 107             |
| Вологість повітря, %                            | 63              | 66              | 67              | 74              | 79              | 85              | 82              | 78              | 66              | 65              | 64              | 66              | 71              |
| ----------------------------------------------- | --------------- | --------------- | --------------- | --------------- | --------------- | --------------- | --------------- | --------------- | --------------- | --------------- | --------------- | --------------- | --------------- |
| Джерело: Weatherbase, NIWA Climate Data - сонце |                 |                 |                 |                 |                 |                 |                 |                 |                 |                 |                 |                 |                 |

## Назва
Місто назване на честь видатного англійського флотоводця адмірала Гораціо Нельсона.

## Галерея

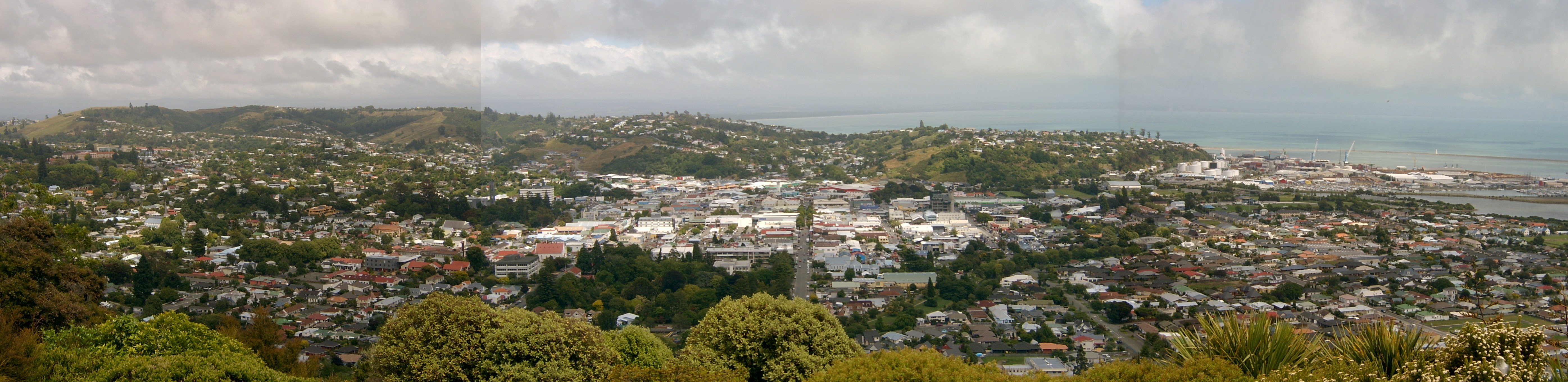
Панорама міста Нельсон

## Населення
Населення міста на 2008 рік оцінювалось в 44 700 жителів. Площа — 445 км². Нельсон займає 12 місце за населенням в Новій Зеландії. Місто не включає Ричмонд, який є другим за величиною населення в регіоні. У поєднанні з містом Ричмонд, який налічує 14000 жителів, Нельсон займає 9-те місце за населенням.